# Leodán Torrealba
Leodán Manuel Torrealba Ramos (* 26. Dezember 1996 in Guárico) ist ein venezolanischer Leichtathlet, der im Weit- und Dreisprung an den Start geht. Er ist aktuell Inhaber des Landesrekordes im Dreisprung und siegte in dieser Disziplin 2022 bei den Südamerikaspielen.

## Sportliche Laufbahn
Erste internationale Erfahrungen sammelte Leodan Torrealba im Jahr 2015, als er bei den Juniorensüdamerikameisterschaften in Cuenca mit einer Weite von 15,14 m die Silbermedaille im Dreisprung gewann. 2018 nahm er an den Südamerikaspielen in Cochabamba teil und gewann dort mit 16,23 m die Bronzemedaille hinter Miguel van Assen aus Surinam und dem Brasilianer Mateus de Sá. Zudem belegte er im Weitsprung mit 7,76 m den fünften Platz. Anschließend wurde er bei den Zentralamerika- und Karibikspielen (CAC) mit 15,57 m Neunter. Im Jahr darauf erreichte er bei den Panamerikanischen Spielen in Lima mit 16,27 m Rang sieben und 2020 gewann er bei den erstmals ausgetragenen Hallensüdamerikameisterschaften in Cochabamba mit 7,72 m die Silbermedaille im Weitsprung hinter dem Brasilianer Alexsandro Melo und belegte im Dreisprung mit 15,97 m den fünften Platz. Im Jahr darauf wurde er bei den Südamerikameisterschaften in Guayaquil mit 7,82 m Sechster im Weitsprung und gewann im Dreisprung mit windunterstützten 16,89 m die Silbermedaille hinter Alexsandro Melo. 2022 gewann er bei den Hallensüdamerikameisterschaften in Cochabamba mit 16,55 m die Bronzemedaille im Dreisprung hinter den Brasilianern Alexsandro Melo und Almir dos Santos und siegte in 3:16,91 min gemeinsam mit Lucirio Antonio Garrido, Ryan López und Javier Gómez mit der venezolanischen 4-mal-400-Meter-Staffel. Im Mai belegte er bei den Ibero-Amerikanischen Meisterschaften in La Nucia mit 16,42 m den fünften Platz und anschließend siegte er mit 16,57 m bei den Juegos Bolivarianos in Valledupar. Im Oktober nahm er erneut an den Südamerikaspielen in Asunción teil und siegte dort mit einem Sprung auf 16,31 m.
2023 gewann er bei den Zentralamerika- und Karibikspielen in San Salvador mit einer Weite von 16,41 m die Bronzemedaille hinter den Kubanern Lázaro Martínez und Cristian Nápoles. Anschließend sicherte er sich bei den Südamerikameisterschaften in São Paulo mit 16,52 m die Bronzemedaille hinter dem Brasilianer Almir dos Santos und Geiner Moreno aus Kolumbien und belegte im Weitsprung mit 7,35 m den sechsten Platz. Im August belegte er bei den Weltmeisterschaften in Budapest mit 16,58 m im Finale den zehnten Platz und im November wurde er bei den Panamerikanischen Spielen in Santiago de Chile mit 16,20 m Sechster. Im Jahr darauf siegte er mit 16,24 m bei den Hallensüdamerikameisterschaften in Cochabamba im Dreisprung und im Mai belegte er bei den Ibero-Amerikanischen Meisterschaften in Cuiabá mit 16,21 m den sechsten Platz. Im August schied er bei den Olympischen Sommerspielen in Paris mit 16,18 m in der Qualifikationsrunde aus. 2025 gewann er bei den Hallensüdamerikameisterschaften in Cochabamba mit 16,05 m die Bronzemedaille hinter den Brasilianern Elton Petronilho und Almir dos Santos. Ende April brachte er bei den Südamerikameisterschaften in Mar del Plata im Weitsprung keinen gültigen Versuch zustande und gewann im Dreisprung mit 16,22 m die Bronzemedaille hinter den Brasilianern Almir dos Santos und Elton Petronilho.
In den Jahren 2016 und 2018 sowie 2022 und 2024 wurde Torrealba venezolanischer Meister im Dreisprung sowie 2021 im Weitsprung.

## Persönliche Bestleistungen
- Weitsprung: 7,82 m (+1,5 m/s), 29. Mai 2021 in Guayaquil
- Dreisprung: 16,90 m (+1,4 m/s), 10. Mai 2023 in São Paulo (venezolanischer Rekord)